# Illa Pepys
L'illa Pepys, anomenada també Pepina, és una illa fantasma, situada a unes 230 milles nàutiques al nord de les illes Malvines. Va ser citada per primera vegada pel pirata britànic Ambrose Cowley en 1684, que la va batejar en honor de Samuel Pepys, secretari de l'Almirallat i la va ubicar a les coordenades 54° 15′ 00″ S, 36° 45′ 00″ O / 54.25000°S,36.75000°O.
Alguns estudiosos suggereixen que Cowley hauria confós la posició de l'arxipèlag de les Malvines, que ja figurava almenys en cartes d'origen holandès: els escrits d'alguns observadors del viatge, com els del distingit navegant anglès William Dampier, sembla que porten a aquesta conclusió. El nom també va ser aplicat erròniament a les illes Geòrgia del Sud. Una altra possibilitat és que tal illa fantasma fos un miratge o l'albirament a lluny d'un dels gegantins icebergs que es desprenen de l'Antàrtida.
Diverses expedicions van intentar ubicar les illes durant el segle xviii. Alguns, com John Byron, van tornar a confondre-les amb les Malvines, mentre Louis Antoine de Bougainville, George Anson i el capità James Cook van continuar buscant-fins a la dècada del 1780.